# Kizilkobinka
Kizilkobinka (em russo:  Кизилкобинка, transl. Kizilkobinka; em ucraniano:  Кизилкобінка, transl. Kyzilkobinka) ou Kizil-Koba (em russo:  Кызыл-Коба, transl. Kyzyl-Koba; em ucraniano:  Кизил-Коба, transl. Kyzyl-Koba; em tártaro da Crimeia:  Qızıl Qoba) é um rio da Crimeia, que flui pela caverna Kizil-Koba, localizada nas encostas do planalto de Dolgorukovskaya. A extensão do rio é de 5 km, a área da bacia de drenagem é de 21 km² e tem um caudal médio de 0,179 m³/s no hidroposto de Krasnopeshchernoye e de 0,11 m³/s na foz do rio.
Tem um comprimento subterrâneo de cerca de 13 km. Quando atinge a superfície, forma a cascata Su-Uchkhan (em tártaro da Crimeia:  Suv Uçqan - "a água voou"). O rio flui em direção ao rio Angara perto da periferia ocidental da vila de Perevalne, onde a confluência dos dois rios forma o rio Salgir.
Durante escavações dos arqueólogos Bonch-Osmolovsky e Nicolay Ernst em 1921-1924, vários locais foram descobertos no vale do rio. Destaca-se uma cultura arqueológica especial Kizil-Koba.